# Zlín
Zlín (Gottwaldov de 1949 a 1989) es una ciudad checa de 79 538 habitantes, capital de la Región de Zlín, al este del país. Su desarrollo como ciudad moderna está estrechamente ligado a la empresa de fabricación de calzado Bata. Merced al liderazgo de Tomáš Baťa, Zlín se hizo famosa por su urbanismo modernista, así como por el extraordinario programa social de dicha empresa, puesto en práctica tras la 1.ª Guerra Mundial. Hoy en día es conocida, entre otras cosas, por ser la sede del Barum Czech Zlín Rally, cita del Intercontinental Rally Challenge

## Historia
La primera referencia escrita a Zlín data de 1322. Obtuvo el estatuto de ciudad en 1397.
Zlín tenía apenas 3000 habitantes cuando Tomáš Baťa decidió fundar su fábrica de calzado en 1894. A partir de ese momento, la ciudad experimentó un rápido crecimiento. Durante la 1.ª Guerra Mundial, la compañía Baťa se convirtió en proveedora de botas para el ejército austro-húngaro.

Después de la guerra y en un clima de prosperidad de la empresa (del que también se beneficiaron ampliamente sus empleados), el popular industrial fue elegido alcalde de Zlín (1923). Desde dicho cargo pudo desarrollar la ciudad conforme a sus ideales. Así, en el momento de su fallecimiento, en 1932, Zlín rondaba ya los 35 000 habitantes. Un año antes de morir, Tomáš Baťa había vendido el negocio a su hermano Jan Antonin Baťa, para asegurarse de que la empresa continuara por el camino trazado.

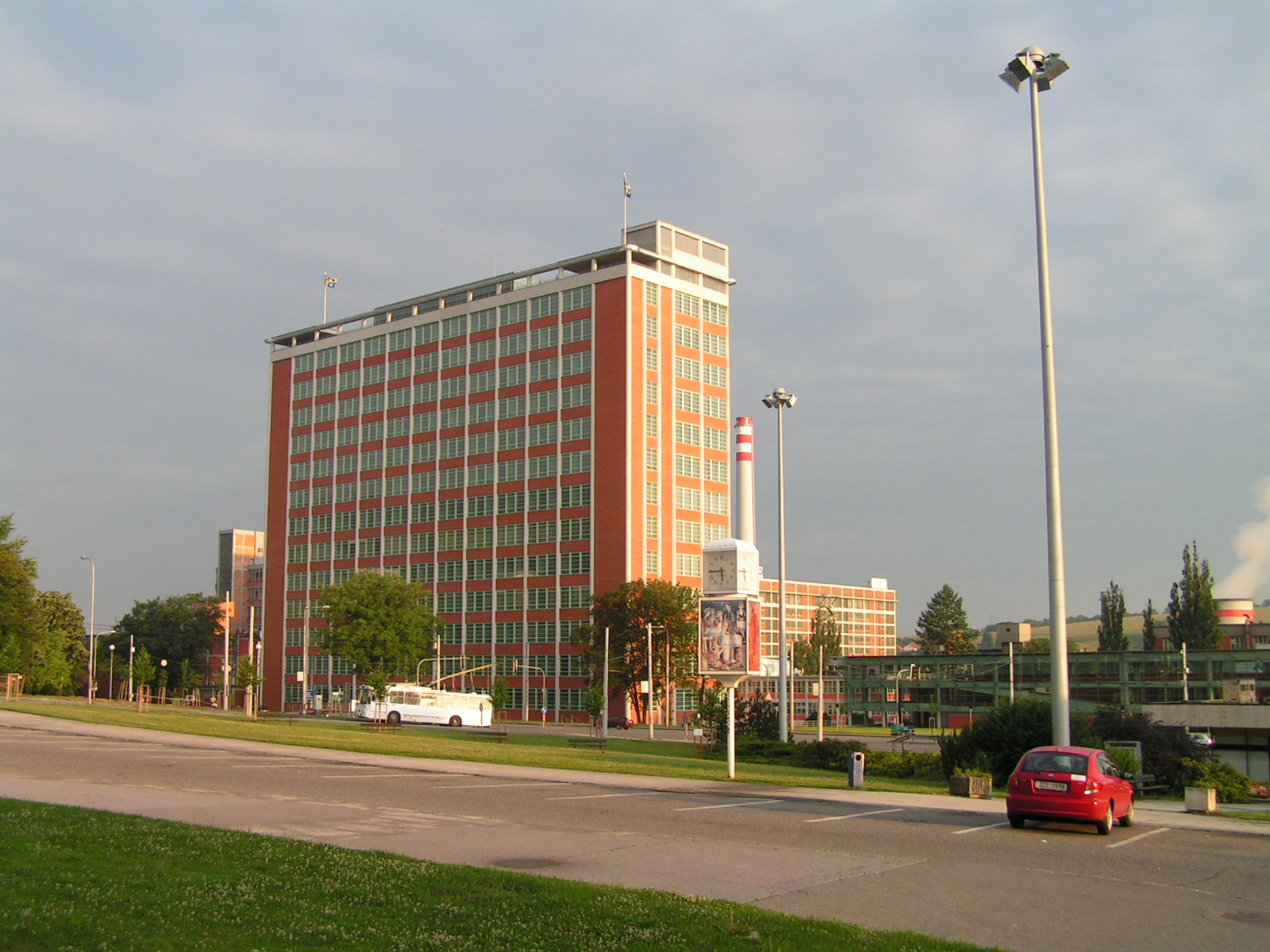
Rascacielos Baťa de 1938.

Jan no defraudaría los sueños y esperanzas de su difunto hermano: en plena crisis económica mundial lograba reactivar la empresa, readmitiendo a 5000 trabajadores, que habían sido despedidos anteriormente. De los 16 000 empleados al comienzo de su andadura, llegó, pues, a más de 100 000 en 1939, no solo en Checoslovaquia, sino también en países como Malasia (de donde se obtendría el caucho para la fabricación de calzado), India (fábrica de zapatos de Batanagar), Argentina (suministro de cuero). Además, Jan A. Baťa se dedicó a fundar docenas de ciudades nuevas por el mundo, al estilo de Zlín, entre las que destacan:
- Baťovany (Eslovaquia, 1932).
- Hellocourt (Francia, 1932)
- Möhlin (Suiza, 1932)
- Best (Países Bajos, 1933)
- East Tilbury (Reino Unido, 1933)
- Batanagar (India, 1936)
- Belcamp (Estados Unidos, 1936).

En la Región de Zlín, fue construido también el Canal Baťa.
Tras la invasión alemana de Checoslovaquia en 1939, Jan A. Baťa y su familia se refugiaron en Canadá. Pero, al acabar la 2.ª Guerra Mundial, el régimen comunista nacionalizó los bienes de la empresa en el país. Aun así, esta continuó funcionando desde el extranjero como Baťa Import and Export Company of Canada.
En 1948, Zlín fue unido a varios pueblos circundantes para formar lo que vendría a denominarse la ciudad de Gottwaldov (en honor al primer presidente comunista de Checoslovaquia, Klement Gottwald). Más, en 1990, tras la caída del Telón de Acero, el conjunto urbano volvió a llamarse Zlín.

## Arquitectura

### Utopía urbana
La sorprendente singularidad del desarrollo urbanístico de Zlín se basa en la síntesis de dos visiones modernistas de utopía urbana: la primera, inspirada en el movimiento Ciudad Jardín, iniciado por Ebenezer Howard; la segunda, derivada del concepto de modernidad urbana de Le Corbusier.

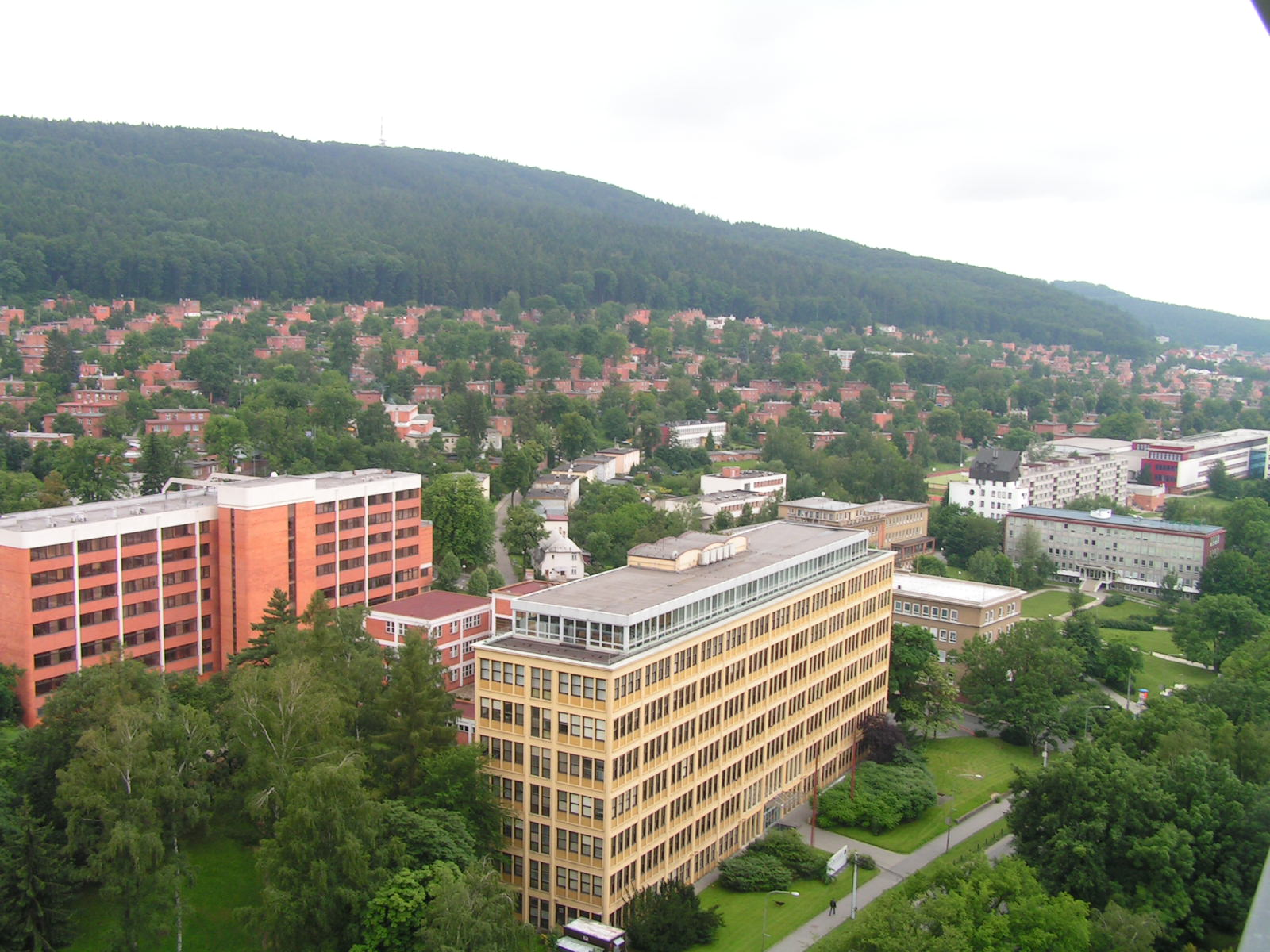
Distrito de Letná.

Desde el primer momento, Baťa persigue el objetivo de construir la Ciudad Jardín propuesta por Ebenezer Howard. Sin embargo, el diseño de la ciudad debía ser ‘modernizado’ para adaptarse a las necesidades de la compañía y de una comunidad en expansión. La simpar arquitectura de Zlín se basó entonces en unos principios seguidos al pie de la letra durante todo su desarrollo en el periodo de entreguerras. El tema central era la ramificación de todas las unidades arquitectónicas a partir de las factorías. Se resaltaba de este modo la importancia preeminente de la actividad productiva en la vida de todos los habitantes de Zlín. De ahí que los mismos materiales de obra (ladrillos rojos, vidrio, hormigón armado) se utilizaran para la construcción de todos los edificios públicos y la mayoría de los privados.
Fue elemento estructural común de la arquitectura de Zlín el mirador cuadrado de 6,15 x 6,15 m. Aunque con variantes, este elevado estilo modernista implicaba un alto grado de uniformidad de todos los edificios. Al mismo tiempo, destacaba la idea central y única de una ciudad jardín industrial. El funcionalismo arquitectónico y urbanístico estaría, pues, al servicio de las exigencias de una ciudad moderna. La simplicidad de sus edificios, traducida también en una adaptabilidad funcional, iba a determinar (y reaccionar a) las necesidades cotidianas.
El plan urbano de Zlín fue obra de František Lydie Gahura, un estudiante del taller parisino de Le Corbusier. La inspiración corbusieriana es evidente en los principios arquitectónicos básicos de la arquitectura de la ciudad. Le Corbusier llegó a visitar Zlín en 1935, siendo elegido para presidir el proceso de selección de los nuevos apartamentos. Además, recibió el encargo de diseñar un plan de ampliación de la ciudad y de la empresa. El plan que finalmente presentó este arquitecto suponía un cambio de paradigma respecto a sus anteriores concepciones de diseño urbanístico, puesto que renunciaba al modelo de ciudad antropomórfico y centralizado en favor del lineal, de acuerdo con los planteamientos de la Ciudad Lineal de Arturo Soria. Esta mutación en el modo de pensar de Le Corbusier se hizo patente en el abandono del patrón à redents en favor de bloques compactos independientes. Sin embargo, su plan para Zlín nunca fue adoptado en su totalidad.

### Edificios destacados
- La Mansión de Tomáš Baťa, terminada en 1911, significó un temprano logro arquitectónico para la ciudad. El diseño del edificio fue llevado a cabo por el famoso arquitecto checo Jan Kotěra, profesor de la Academia de Bellas Artes de Praga. Tras su expropiación en 1945, la mansión sirvió de local de pioneros. Habiendo sido restituida a Tomáš J. Baťa, hijo del fundador de la compañía, el edificio acoge hoy en día a la sede de la Fundación Thomas Bata.
- El Hospital Baťa de Zlín fue fundado en 1927, para pronto convertirse en uno de los hospitales más modernos de Checoslovaquia. Fue diseñado por el arquitecto František Lydie Gahura.
- El Gran Cine, erigido en 1932, llegó a convertirse en la sala de cine más grande de Europa (2580 butacas). Presumía también de lucir la mayor pantalla de cine del continente (9 x 7 m). Esta maravilla de la tecnología fue obra de los arquitectos checos Miroslav Lorenc y František Lydie Gahura.
- El Monumento a Tomáš Baťa, es un edificio creado en 1933 por František Lydie Gahura, cuyo propósito original era el de conmemorar los logros de Tomáš Baťa, antes de su inesperada muerte en accidente de aviación en 1932. Se le considera una obra maestra del constructivismo y desde 1955 es sede de la Orquesta Filarmónica Bohuslav Martinů.
- El Rascacielos Baťa, también apodado 'El Veintiuno', fue mandado edificar por Jan Antonín Baťa para que sirviera de cuartel general internacional de la empresa. De acuerdo con el detallado plan de ejecución de Jan, un pequeño grupo de trabajadores fue capaz de construirlo a un ritmo de una planta por mes, completando el edificio en poco más de un año. El rascacielos fue finalizado en 1938, con una particular peculiaridad: Jan tenía su oficina instalada dentro de un ascensor, de modo que podía trasladarse de una planta a otra con todo su despacho, para poder así dirigir mejor su negocio de más de 100 000 empleados. Esta oficina móvil disponía, además, de lavabo, teléfono y aire acondicionado. El rascacielos fue diseñado por el arquitecto Vladimír Karfík, llegando a convertirse en el edificio más alto de Checoslovaquia (77,5 m). Tras una costosa renovación, llevada a cabo recientemente, es hoy en día sede del Gobierno de la Región de Zlín.

## Barum Czech Zlín Rally
Zlín también es conocida por su pasión por el automovilismo, y más concretamente, por los rallyes. La ciudad alberga, desde 1971, el Barum Rallye (hoy en día, Barum Czech Zlín Rally), prueba patrocinada por el homónimo fabricante de neumáticos y que es puntuable para el Campeonato de Europa de Rally.
Mientras que las asistencias se sitúan en la vecina localidad de Otrokovice, junto a la fábrica de Barum, en Zlín se celebran distintos actos conmemorativos en la plaza de la Paz (Náměstí Míru), se organizan las labores administrativas en el rascacielos Baťa, y el podio de salida y llegada se monta en la explanada ante el Gran Cine.
Además, una prueba superespecial se corre por las calles del centro de la ciudad y a través de la estación de autobuses el día antes del inicio del rally.

## Ciudades hermanadas
Zlín está hermanada con las siguientes ciudades:
- Altenburg (Alemania)
- Campo Grande (Brasil)
- Chorzów (Polonia)
- Groninga (Países Bajos)
- Izegem (Bélgica)
- Limbach-Oberfrohna (Alemania)
- Möhlin (Suiza)[1]
- Romans (Francia)
- Sesto San Giovanni (Italia)
- Trenčín (Eslovaquia)